# غار سگ زرد
غار سگ زرد، (به انگلیسی: The Cave of the Yellow Dog) فیلمی در ژانر درام است. کارگردان فیلم غار سگ زرد، بیمبسورن داوا است. این فیلم در سال ۲۰۰۵ میلادی ساخته شد. بازیگران این فیلم عبارت‌انداز:
بابیار بچولون